# Associazione Sportiva Tivoli 1948-1949
Questa voce raccoglie le informazioni riguardanti l'Associazione Sportiva Tivoli nelle competizioni ufficiali della stagione 1948-1949.

## Rosa
| N. |                   | Ruolo | Calciatore     |
| -- | ----------------- | ----- | -------------- |
|    | Italia (bandiera) | P     | E. Battaglia   |
|    | Italia (bandiera) | D     | A. Biagini     |
|    | Italia (bandiera) | C     | Giuliano Borin |
|    | Italia (bandiera) | C     | G. Filacchioni |
|    | Italia (bandiera) | C     | G. Gabetti     |
|    | Italia (bandiera) | D     | A. Gionchetti  |
|    | Italia (bandiera) | D     | M. Grassi      |
|    | Italia (bandiera) | D     | M. Lombardini  |

| N. |                   | Ruolo | Calciatore         |
| -- | ----------------- | ----- | ------------------ |
|    | Italia (bandiera) | C     | P. Mariani         |
|    | Italia (bandiera) | A     | V. Masetti         |
|    | Italia (bandiera) | P     | N. Mattei          |
|    | Italia (bandiera) | C     | F. Pietrangeli     |
|    | Italia (bandiera) | A     | A. Rizzitelli      |
|    | Italia (bandiera) | A     | Luciano Rossi Levi |
|    | Italia (bandiera) | A     | Omero Urilli       |